# Westgreußen
Westgreußen är en kommun i Kyffhäuserkreis i förbundslandet Thüringen i Tyskland.
Kommunen ingår i förvaltningsgemenskapen Greußen tillsammans med kommunerna Clingen, Niederbösa, Oberbösa, Topfstedt, Trebra och Wasserthaleben.